# ヴィクトール・ベトリング
ヴィクトル・エドゥアルドヴィチ・ベトリング（ロシア語: Виктор Эдуардович Бетлинг、1882年11月29日 - 1919年2月22日）は、ロシア帝国の陸軍軍人。ロシア内戦期の白軍将校の1人であり、最終階級は陸軍参謀大尉。
1917年8月27日、コルニーロフ事件に参加したため臨時政府議長のアレクサンドル・ケレンスキーの命令で逮捕された、いわゆるベルディチェフ・グループと呼ばれる将軍たち（アントーン・デニーキン、セルゲイ・マルコフ、イヴァン・エルデリーなど）を、暴徒によるリンチから命がけで救ったことで知られている。

## 生涯
世襲名誉市民の息子として、モスクワ州に生まれる。自宅で一般教育を受ける。
1912年にオデッサ陸軍士官学校を卒業し、第17歩兵アルハンゲルゴロドスキー連隊の少尉として第一次世界大戦に参加した。前線で負傷し、5つの勲章を受ける。1915年12月31日に勤続年数により中尉に、1916年5月26日に参謀大尉に昇進した。
1917年、彼は第2ジトミル士官学校ユンカース大隊の将校となった。同年8月27日、彼は学校当局から、コルニーロフ事件に参加した容疑で逮捕された将兵を護送する輸送隊を自ら率い、暴徒によるリンチから彼らを守った。
1917年11月に義勇軍に入隊し、第一次クバーニ作戦および第二次クバン作戦、1918年4月30日のエカテリノダール襲撃に参加。赤軍との戦闘で2度負傷した。その功績により、義勇軍指揮官のアントーン・デニーキンにより南ロシア軍総司令官本部の特別将校中隊長に任命される。

## 評価
1919年2月22日、チフスを患い、それが元で死亡。埋葬場所は不明。

デニーキンはベトリングについて次のように語っている。

## 参照
1. 1 2  “Деникин. А. И. Очерки русской смуты. Том 1. Крушение власти и армии. (Февраль-сентябрь 1917). Глава 35. Бердичевской тюрьме. Переезд «бердичевской» группы арестованных в Быхов”. 2013年2月20日時点の[militera.lib.ru/memo/russian/denikin_ai2/1_37.html オリジナル]よりアーカイブ。2009年10月21日閲覧。
2. ↑  “Деникин. А. И. Очерки русской смуты. Том 2. Борьба Генерала Корнилова. Август 1917 г. — апрель 1918 г. Глава XXV. Штурм Екатеринодара.”. 2008年10月9日時点の[militera.lib.ru/memo/russian/denikin_ai2/2_25.html オリジナル]よりアーカイブ。2009年10月21日閲覧。